# شصت و ششمین جوایز امی ساعات پربیننده
شصت و ششمین جوایز امی ساعات پربیننده (به انگلیسی: 66th Primetime Emmy Awards) در تاریخ ۲۵ اوت ۲۰۱۴ توسط آکادمی علوم و هنرهای تلویزیون آمریکا در سالن تئاتر نوکیا شهر لس آنجلس، کالیفرنیا برگزار شد. این مراسم برای بزرگداشت برترین برنامه‌های تلویزیونی پخش‌شده بین ۱ ژوئن ۲۰۱۳ تا ۳۱ می ۲۰۱۴ است. برنامهٔ مراسم نسبت به سال‌های پیش، زودتر برگزار شد. همواره سال‌هایی که ان‌بی‌سی پخش کنندهٔ برنامه است، به علت تداخل با فوتبال یک‌شنبه‌ شب زودتر برگزار می‌شد، این سال نیز به دلیل تداخل با مراسم جایزه سینمایی ام‌تی‌وی ۲۰۱۴ دچار تاخیر بیشتر شد. ست مایرز برای اولین بار، اجرای این مراسم را بر عهده داشت.
جایزه امی هنرهای خلاق نیز در ۱۶ اوت برگزار گردید.
آکادمی علوم و هنرهای تلویزیون اعلام کرد که از این سال از رای‌گیری آنلاین استفاده خواهد نمود. این رای‌گیری برای انتخاب نامزدهاست و برندگان همچنان با رای‌گیری کاغذی مشخص می‌شوند.
بریکینگ بد برندهٔ بزرگ این مراسم بود. این سریال موفق به کسب پنج جایزه از جمله جایزهٔ بهترین سریال درام گردید. خانواده امروزی برای پنجمین بار پیاپی جایزه بهترین سریال کمدی را از آن خود کرد. شرلوک (۳ جایزه)، فارگو و داستان ترسناک آمریکایی: محفل (هر کدام ۲ جایزه)، از دیگر مجموعه‌های موفق این دوره از جوایز بودند.

## نامزدها

### برنامه‌ها
| بهترین مجموعه تلویزیونی کمدی | بهترین مجموعه تلویزیونی درام |
| --- | --- |
| - خانواده امروزی (ای‌بی‌سی) - تئوری بیگ بنگ (سی‌بی‌اس) - لوئی (اف‌اکس) - نارنجی همان سیاه است (نتفلیکس) - دره سیلیکون (اچ‌بی‌او) - معاون رئیس‌جمهور (اچ‌بی‌او)                                                    | - بریکینگ بد (ای‌ام‌سی) - دانتون ابی (پی‌بی‌اس) - بازی تاج و تخت (اچ‌بی‌او) - خانه پوشالی (نتفلیکس) - مد من (ای‌ام‌سی) - کارآگاه حقیقی (اچ‌بی‌او)                  |
| بهترین مجموعه تلویزیونی متنوع | بهترین مجموعه تلویزیونی کوتاه |
| - گزارش کلبر (کمدی سنترال) - نمایش روزانه با جان استوارت (کمدی سنترال) - جیمی کیمل زنده! (ای‌بی‌سی) - پخش زنده با بیل مار (اچ‌بی‌او) - ساتردی نایت لایو (ان‌بی‌سی) - برنامه امشب با اجرای جیمی فالون (ان‌بی‌سی) | - فارگو (اف‌اکس) - داستان ترسناک آمریکایی: کاون (اف‌اکس) - بانی و کلاید (A&E) - لوتر (بی‌بی‌سی آمریکا) - تریم (اچ‌بی‌او) - ملکه سفید (استارز)                  |
| بهترین فیلم تلویزیونی | بهترین برنامه رقابتی - واقع‌گرا |
| - قلب طبیعی (اچ‌بی‌او) - کشتن کندی (نشنال جئوگرافیک) - بزرگترین مبارزه محمد علی (اچ‌بی‌او) - شرلوک: آخرین سوگند او (پی‌بی‌اس) - سفر به بونتفل (لایف‌تایم)                                                      | - مسابقه باورنکردنی (سی‌بی‌اس) - رقص با ستارگان (ای‌بی‌سی) - پروژه مد (لایف‌تایم) - پس فکر می‌کنی می‌توانی برقصی (شبکه فاکس) - آشپز برتر (براوو) - صدا (ان‌بی‌سی) |

### بازیگری

#### بازیگران اصلی
| بهترین بازیگر مرد در مجموعه کمدی | بهترین بازیگر زن در مجموعه کمدی |
| --- | --- |
| - جیم پارسونز در نقش دکتر شلدن کوپر در تئوری بیگ‌بنگ (سی‌بی‌اس) - لوئی سی.کی. در نقش لوئی در لوئی (اف‌اکس) - دان چیدل در نقش مارتی کان در خانه دروغ‌ها (شوتایم) - ریکی جرویس در نقش درک نواک در درک (نتفلیکس) - مت له بلانک در نقش خودش در اپیزودها (شوتایم) - ویلیام اچ میسی در نقش فرانک گالاگر در بی‌شرم (شوتایم)                                  | - جولیا لوئیس-دریفوس در تقش سلنا میر در معاون رئیس‌جمهور (اچ‌بی‌او) - لنا دانهام در نقش هانا هورواث در مجموعه دختران (اچ‌بی‌او) - ادی فالکو در نقش جکی پیتون در پرستار جکی (شوتایم) - ملیسا مک‌کارتی در نقش مولی فلاین در مایک و مولی (سی‌بی‌اس) - امی پولر در نقش لزلی نوپ در پارک‌ها و تفرجگاه‌ها (ان‌بی‌سی) - تیلور شیلینگ در نقش پیپر چپمن در نارنجی همان سیاه است (نتفلیکس)                                         |
| بهترین بازیگر مرد در مجموعه درام | بهترین بازیگر زن در مجموعه درام |
| - برایان کرانستون در نقش والتر وایت در برکینگ بد (ای‌ام‌سی) - جف دانیلز در نقش ویل مک‌اووی در اتاق خبر (اچ‌بی‌او) - جان هام در نقش دان دریپر در مد من (ای‌ام‌سی) - وودی هارلسون در نقش مارتین هارت در کارآگاه واقعی (اچ‌بی‌او) - متیو مک‌کانهی در نقش راستین کول در کارآگاه واقعی (اچ‌بی‌او) - کوین اسپیسی درنقش فرانک آندروود در خانه پوشالی (نتفلیکس)     | - جولیانا مارگولیس در نقش آلیشیا فلوریک در همسر خوب (سی‌بی‌اس) - لیزی کاپلان در نقش ویرجینیا جانسون در کارشناسان سکس (شوتایم) - کلیر دینز در نقش کری متیسون درمیهن (شوتایم) - میشل داکری در نقش بانو مری کرالی در دانتون ابی (پی‌بی‌اس) - کری واشینگتن در نقش اولیوا پاپ در رسوایی (ای‌بی‌سی) - رابین رایت در نقش کلیر آندروود در خانه پوشالی (نتفلیکس)                                                            |
| بهترین بازیگر مرد در مجموعه کوتاه یا فیلم تلویزیونی | بهترین بازیگر زن در مجموعه کوتاه یا فیلم تلویزیونی |
| - بندیکت کامبربچ در نقش شرلوک هلمز در شرلوک: «آخرین سوگندش» (پی‌بی‌اس) - چویتل اجیوفور در نقش لوئی لستر در رقص روی لبه (استارز) - ادریس البا در نقش جان لوتر در لوتر (بی‌بی‌سی آمریکا) - مارتین فریمن در نقش لستر نایگارد در فارگو (اف‌اکس) - مارک رافالو در نقش ند ویکز در قلب طبیعی (اچ‌بی‌او) - بیلی باب تورنتون در نقش لورن مالوو در فارگو (اف‌اکس) | - جسیکا لنگ در نقش فیونا گودی در داستان ترسناک آمریکایی: کاون (اف‌اکس) - هلنا بونهام کارتر در نقش الیزابت تیلور در برتون و تیلور (بی‌بی‌سی آمریکا) - مینی درایور در نقش مگی رویال در بازگشت به صفر (لایف تایم) - سارا پلسون در نقش کوردیلا فاکس در داستان ترسناک آمرکایی: کاون (اف‌اکس) - سیسلی تایسون در نقش خانم کری واتس در سفر به بونتفل (لایف‌تایم) - کریستن ویگ در نقش سنتیا مورهاوس در غنائم بابل (آی‌اف‌سی) |

#### نقش مکمل
| بهترین بازیگر نقش مکمل مرد در مجموعه کمدی | بهترین بازیگر نقش مکمل زن در مجموعه کمدی |
| --- | --- |
| - تای بورل در نقش فیل دانفی در خانواده امروزی (ای‌بی‌سی) - فرد ارمیسن در نقش‌های متفاوت در پورتلندیا (ای‌اف‌سی) - آندره بروگر در نقش کاپیتان رِی در بروکلین نه-نه (فاکس) - آدام درایور در نقش آدام سکلر در دختران (اچ‌بی‌او) - جس فرگوسن در نفشِ میشل پریچت در خانواده امروزی (ای‌بی‌سی) - تونی هیل در نقش گری وِلش در معاون رئیس‌جمهور (اچ‌بی‌او)                                                           | - آلیسون جانی در نقش بونی پلانکت در مامان (سی‌بی‌اس) - ماییم بیالیک در نقش دکتر ایمی فارا فاولر در تئوری بیگ‌بنگ (سی‌بی‌اس) - جولی بوون در نقش کلیر دانفی در خانواده امروزی (ای‌بی‌سی) - آنا چلامسکی در نقش ایمی بروکیمر در معاون رئیس‌جمهور (اچ‌بی‌او) - کیت مک‌کینون در نقش‌های متنوع در ساتردی نایت لایو (ان‌بی‌سی) - کیت مولگرو در نقش گالینا رد رزنیکوف در نارنجی سیاه جدید است (نت‌فیلیکس)                      |
| بهترین بازیگر نقش مکمل مرد در مجموعه درام | بهترین بازیگر نقش مکمل زن در مجموعه درام |
| - آرون پال در نقش جسی پینکمن در بریکینگ بد (اپیزود: «ازیماندیاس») (ای‌ام‌سی) - جیم کارتر در نقش چالز کارسون در دانتون ابی (پی‌بی‌اس) - جاش چارلز در نقش ویل گاردنر در همسر خوب (سی‌بی‌اس) - پیتر دینکلیج در نقش تیریون لنیستر در بازی تاج و تخت (اپیزود: «قوانین خدایان و آدمیان») (اچ‌بی‌او) - مندی پتینکین در نقش سول برانسون در میهن (شوتایم) - جان ویت در نقش میکی داناوان در ری داناوان (شوتایم) | - آنا گان در نقش اسکایلر وایت در برکینگ بد (اپیزود: «ازیماندیاس») (ای‌ام‌سی) - کریستینه بارانسکی در نقش دایان لاکهارت در همسر خوب (سی‌بی‌اس) - جوآن فروگات در نقش آن بیتس در دانتون ابی (پی‌بی‌اس) - کریستینا هندریکس در نقش جوآن هریس در مد من (ای‌ام‌سی) - لینا هیدی در نقشغ سرسی لنیستر در بازی تاج و تخت (اپیزود: «شیر و رز») (اچ‌بی‌او) - مگی اسمیت در نقش وایولت کراولی در دانتون ابی (پی‌بی‌اس)             |
| بهترین بازیگر نقش مکمل مرد در مجموعه‌ٔ کوتاه یا فیلم تلویزیونی | بهترین بازیگر نقش مکمل زن در مجموعه‌ٔ کوتاه یا فیلم تلویزیونی |
| - مارتین فریمن در نقش دکتر واتسن در شرلوک: «آخرین سوگندش» (پی‌بی‌اس) - مت بامر در نقش فلیس ترنر در قلب طبیعی (اچ‌بی‌او) - کالین هنکس در نقش مامور گاس گریملی در فارگو (اف‌اکس) - جو منتلو در نقش میکی مارکوس در قلب طبیعی (اچ‌بی‌او) - آلفرد مولینا در نقش بن ویکز در قلب طبیعی (اچ‌بی‌او) - جیم پارسونز در نقش تامی بوترایت در قلب طبیعی (اچ‌بی‌او)                                                     | - کتی بیتس در نقش دلفاین لالوری در داستان ترسناک آمریکایی: کاون (اف‌اکس) - آنجلا باست در نقش ماری لاویو در داستان ترسناک آمریکایی: کاون (اف‌اکس) - الن برستین در نقش اولیویا فاکس‌ورث در گل‌ها در آتیک (لایف‌تایم) - فرانسیس کونروی در نقش مرتل اسنو در داستان ترسناک آمریکایی: کاون (اف‌اکس) - جولیا رابرتس در نقش دکتر اما بروکنر در قلب طبیعی (اچ‌بی‌او) - الیسن تولمن در نقش مولی سولورسن در فارگو (اف‌اکس) |

### کارگردانی
| بهترین کارگردانی برای مجموعه‌ٔ کمدی | بهترین کارگردانی برای مجموعه‌ٔ درام |
| --- | --- |
| - خانواده امروزی (اپیزود: «لاس وگاس»)، به کارگردانی: گیل مانکوس (ای‌بی‌سی) - اپیزودها (اپیزود «اپیزود نه»)، به کارگردانی: لین بی. مک‌دونالد (شوتایم) - گلی (اپیزود: «صدم»)، به کارگردانی: پاریس بارکلی (فاکس) - لوئی (اپیزود: «آسانسور، بخش ۶») به کارگردانی: لوئی سی.کی (اف‌اکس) - نارنجی همان سیاه است (اپیزود: «درخواست لزبین رد شد») به کارگردانی: جودی فاستر (نت‌فیلیکس) - دره سیلیکون (اپیزود: «کمینه محصول قابل دوام»)، به کارگردانی مایک جاج | - کارآگاه واقعی (اپیزود: «چه کسی آن‌جا می‌رود»)، به کارگردانی: کری فوکوناگا (اچ‌بی‌او) - امپراتوری بوردواک (اپیزود: «خداحافظ پدر غمگین»)، به کارگردانی: تیم وان پاتن (اچ‌بی‌او) - برکینگ بد (اپیزود: «فلینا»)، به کارگردانی: وینس گیلیگان (ای‌ام‌سی) - دانتون ابی (اپیزود: «اپیزود یک»)، به کارگردانی: دیوید اوانز (پی‌بی‌اس) - بازی تاج و تخت (اپیزود: «نگهبانان دیوار»)، به کارگردانی: نیل مارشال (اچ‌بی‌او) - خانه پوشالی (اپیزود: قسمت ۱۴»)، به کارگردانی: کارل فرانکلین (نت‌فیلیکس) |
| بهترین کارگردانی برای مجموعه متنوع | بهترین کارگردانی برای مجموعه کوتاه یا فیلم تلویزیونی یا ویژه‌برنامه درام |
| - گلن وایس برای شصت و هفتمین جوایز تونی (سی‌بی‌اس) - گرگ گلفند برای بیتلز: شبی که آفریقا را تغییر داد (سی‌بی‌اس) - همیش همیلتون برای هشتاد و ششمین دوره جوایز اسکار (ای‌بی‌سی) - لوئی جی. هارویتز برای مرکز افتخارات کندی (سی‌بی‌اس) - جیمز لپاین برای سیکس بای سوندهایم (اچ‌بی‌او) - بث مک‌کارتی-ول (کارگردان)، راب اشفورد (کارگردان تئاتر) برای صدای موزیک زنده! (ان‌بی‌سی)                                                                                | - فارگو (اپیزود: «خر بوریدان») به کارگردانی: کالین باکسی (اف‌اکس) - داستان ترسناک آمریکایی: کاون (اپیزود: «بیچ‌کرافت»)، به کارگردانی: آلفونسو گومز-رهون (اف‌اکس) - فارگو (اپیزود: «تناقض کروکودیل»)، به کارگردانی: آدام برنستیایم (اف‌اکس) - بهترین مبارزه محمدعلی به کارگردانی «استیون فرای» (اچ‌بی‌او) - قلب طبیعی، به کارگردانی: رایان مورفی (اچ‌بی‌او) - شرلوک: «آخرین سوگندش»، به کارگردانی:«نیک هوران» (پی‌بی‌اس)                                                               |

### نویسندگی
| بهترین نویسندگی برای مجموعهٔ کمدی | بهترین نویسندگی برای مجموعهٔ درام |
| --- | --- |
| - لوئی (اپیزود: «خانم چاق هم»)، نوشتهٔ لوئی سی.کی. (اف‌اکس) - اپیزودها (اپیزود: «اپیزود پنج»)، نوشتهٔ دیوید کرین و جفری کلاریک (شوتایم) - نارنجی همان سیاه است (اپیزود: «آماده نبودم»)، نوشتهٔ لیز فریدمن و جنجی کوهان (نت‌فلیکس) - دره سیلیکون (اپیزود: «کارایی سرپنجه بهینه»)، نوشتهٔ الک برگ (اچ‌بی‌او) - معاون رئیس‌جمهور (اپیزود: «رابطه خاص»، نوشتهٔ سایمون بلکول، آرماندو اینوچی» و «تونی روچ»(اچ‌بی‌او) | - برکینگ بد (اپیزود: «ازیماندیاس»)، نوشتهٔ مویرا ولی-بیکت (ای‌ام‌سی) - برکینگ بد (اپیزود: «فلینا»، نوشتهٔ وینس گیلیگان (ای‌ام‌سی) - بازی تاج و تخت (اپیزود: «فرزندان»)، نوشتهٔ «دیوید بینیوف» و «دی بی ویز» (اچ‌بی‌او) - خانه پوشالی (اپیزود: «قسمت ۱۴»)، نوشتهٔ «بیو ویلیمون» (نت‌فلیکس) - کارآگاه واقعی (اپیزود: «سرنوشت نامعلوم تمام زندگی»)، نوشتهٔ نیک پیزولاتو (اچ‌بی‌او)           |
| بهترین نویسندگی برای مجموعه متنوع | بهترین نویسندگی برای مجموعهٔ کوتاه، فیلم تلویزیونی یا مجموعهٔ درام خاص |
| - سارا سیلورمن: ما معجزه‌ایم (اچ‌بی‌او) - شصت و هفتمین جوایز تونی (سی‌بی‌اس) - هفتاد و یکمین مراسم گلدن گلوب (ان‌بی‌سی) - بیتلز: شبی که آفریقا را تغییر داد (سی‌بی‌اس) - بیلی کریستال: ۷۰۰ یک‌شنبه (اچ‌بی‌او) | - شرلوک: «آخرین سوگندش»، نوشتهٔ استیون موفات (پی‌بی‌اس) - داستان ترسناک آمریکایی: کاون (اپیزود: «بیچ‌کرافت»)، نوشتهٔ رایان مورفی و برد فاچاک (اف‌اکس) - فارگو (اپیزود: «مخمصهٔ کورکودیل»)، نوشتهٔ نوح هاولی (اف‌اکس) - لوتر نوشتهٔ نیل کراس (بی‌بی‌سی آمریکا) - قلب طبیعی، نوشتهٔ لری کریمر (اچ‌بی‌او) - تریم (اپیزود: «به سمت خانم نیواورلان»)، نوشتهٔ دیوید سایمون و اریک اورمیر (اچ‌بی‌او) |

## بیشترین نامزدی‌ها

### بر پایه شبکه
- ۳۶ – اچ‌بی‌او
- ۱۹ – اف‌ایکس
- ۱۱ – نتفلیکس / پی‌بی‌اس
- ۱۰ – ای‌ام‌سی / شوتایم
- ۹ – سی‌بی‌اس
- ۸ – ای‌بی‌سی / کمدی سنترال / ان‌بی‌سی
- ۵ – لایف‌تایم
- ۴ – بی‌بی‌سی آمریکا / آی‌اف‌سی
- ۳ – شبکه رسانه‌ای فاکس

### بر پایه برنامه
- ۹ – قلب طبیعی
- ۸ – داستان ترسناک آمریکایی: کاون / فارگو
- ۷ - بریکینگ بد
- ۶ – دانتون ابی / برنامه امشب با اجرای جیمی فالون
- ۵ – بازی تاج و تخت / خانه پوشالی / خانواده امروزی / نارنجی همان سیاه است / شرلوک: «آخرین سوگندش» / کارآگاه حقیقی / معاون رئیس‌جمهور
- ۴ – لوئی
- ۳ – تئوری بیگ بنگ / گزارش کلبر / نمایش روزانه / اپیزودها / همسر خوب / مد من / پخش زنده شنبه شب / دره سیلیکون

## بیشترین جایزه
- بریکینگ بد (ای‌ام‌سی) – ۵
- خانواده امروزی (ای‌بی‌سی) / شرلوک: «آخرین سوگندش» (پی‌بی‌اس) – ۳
- داستان ترسناک آمریکایی: کاون (اف‌ایکس) / فارگو (اف‌ایکس) – ۲

## اهداکنندگان جوایز
- اوزو ادوبا
- اسکات باکولا
- هلی بری
- استیون کلبر
- برایان کرانستون
- بیلی کریستال
- ویولا دیویس
- زویی دشانل
- جولیا لوئیس-دریفوس
- جیمی فالون
- ریکی جرویس
- کریس هاردویک
- وودی هارلسون
- لینا هیدی
- کاترین هیگل
- آلیسون جانی
- میندی کالینگ
- کیگان-مایکل کی
- جیمی کیمل
- آدام لوین
- لوسی لیو
- جولیانا مارگولیس
- متیو مک‌کانهی
- دبرا مسینگ
- جو مورتون
- جان مولانی
- هایدن پانتیر
- جیمز پارسونز
- جردن پله
- امی پولر
- جولیا رابرتس
- اندی سمبرگ
- لیو شریبر
- اکتاویا اسپنسر
- گوئن استفانی
- سوفیا ورگارا
- کیت والش
- کری واشینگتن[۹]
- الیسون ویلیامز